# Renato Iturrate
Renato Iturrate Azócar (20 de março de 1922 – 2021) foi um ciclista chileno que competiu em estrada individual e por equipes nos Jogos Olímpicos de Londres 1948. Quebrou o recorde nacional no contrarrelógio de cem quilômetros com o tempo de duas horas, 36 minutos e dezesseis segundos em 1948, mantendo-o por mais de 55 anos.
A morte do Iturrate foi divulgada em 8 de junho de 2021.